# The Eyes of Mystery
The Eyes of Mystery é um filme de 1918 de Cinema western, dirigido por Tod Browning.

## Elenco
- Edith Storey - Carma Carmichael
- Bradley Barker - Jack Carrington
- Harry Northrup - Roger Carmichael (como Harry S. Northrup)
- Frank Andrews - Quincy Carmichael
- Kempton Greene - Steve Graham
- Frank Bennett - Seth Megget (como Frank Fisher Bennett)
- Louis Wolheim - Brad Tilton (como Louis R. Wolheim)
- Anthony Byrd - Uncle George
- Pauline Dempsey - Aunt Liza